# 棕色玄珠螺
棕色玄珠螺（学名：Mesophora limosa）为左錐螺科玄珠螺屬下的一个种。